# Sent Micolau
Sent Micolau de la Grava (en francès Saint-Nicolas-de-la-Grave) és un municipi francès, situat a la regió de Midi-Pirenées, al departament de Tarn i Garona i a la regió d'Occitània. Es la població més gran del cantó homònim.

## Demografia
| 1962                                       | 1968  | 1975  | 1982  | 1990  | 1999  | 2007  | 2019  |
| ------------------------------------------ | ----- | ----- | ----- | ----- | ----- | ----- | ----- |
| 1.560                                      | 1.711 | 1.722 | 1.705 | 2.024 | 2.009 | 2.131 | 2.296 |
| Des de 1962: població sense dobles comptes |       |       |       |       |       |       |       |

## Administració
| Període  | Identitat     | Partit |
| -------- | ------------- | ------ |
| 2001-    | Joel Capayrou | PRG    |
| 20-20260 | rnard Bouchée |        |